# Ctenota coerulea
Ctenota coerulea är en tvåvingeart som först beskrevs av Becker och Stein 1913.  Ctenota coerulea ingår i släktet Ctenota och familjen rovflugor. Inga underarter finns listade i Catalogue of Life.